# La Cure de solitude
 (juillet 2025).
Pour plus de détails, voir Fiche technique et Distribution.
La Cure de solitude est un film muet français réalisé par Léonce Perret, sorti en 1911.

## Fiche technique
- Titre : La Cure de solitude
- Réalisation : Léonce Perret
- Scénario :  Léonce Perret
- Photographie :
- Société de production : Société des Etablissements L. Gaumont
- Pays de production :  France
- Format : Noir et blanc — 35 mm — 1,33:1 — Muet
- Genre :
- Métrage : 207 mètres
- Durée : 7 minutes
- Date de sortie :
  - France : octobre 1911

## Distribution
- Yvette Andréyor : Madame de Welle
- Léonce Perret : Louis de Beauchamp